# اسیدپاشی

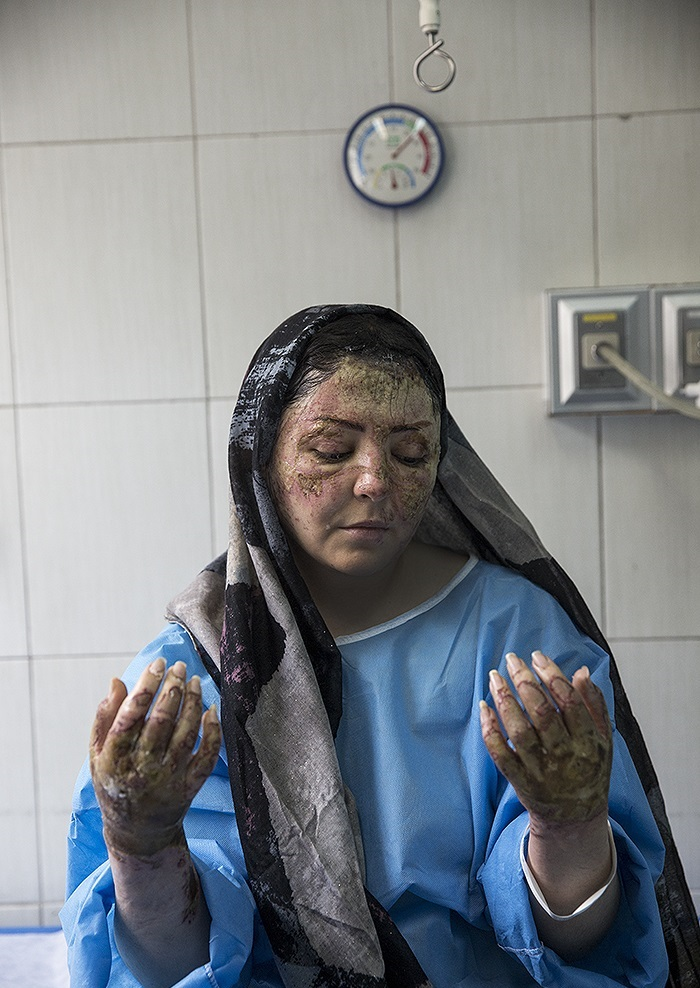
مریم، قربانی ۳۷ ساله اسیدپاشی، تحت درمان در تهران در سال ۱۳۹۷

اسیدپاشی یکی از انواع شدید خشونت بوده و ممکن است در مواردی منجر به مرگ قربانی نیز شود. اسیدپاشی حمله‌ای است که نه به قصد قتل، بلکه معمولاً برای انتقام و نابودی زندگی اجتماعی و آینده قربانی انجام می‌شود. اسید ماده‌ای است که قرن‌ها از شناخت آن می‌گذرد، اما به نظر نمی‌رسد که پدیده اسیدپاشی قدمتی بیشتر از صد و پنجاه سال داشته باشد.
اسید ماده ای شیمیایی است که خورنده است. که میتواند ساختار سایر مواد را تغییر دهد و آنها به اجزای ریزتری بشکند از این رو اگر به جای اسید ضعیف از اسیدهای قوی استفاده کرد میتوان پوست بدن انسان را نیز از بین برد و در صورت شدت و زمان تاثیر گزاری حتی میتواند سبب مرگ شود.
برای ترمیم محل اسیدپاشی باید شخص آسیب دیده از مواد پروتئینی زیاد استفاده کند.

## کشورهای درگیر
اسیدپاشی در کشورهایی که از نظر توسعه اجتماعی و اقتصادی در وضعیت خوبی نیستند و شکاف جنسیتی و خشونت علیه زنان و کودکان در آنها زیاد است بیشتر دیده می‌شود. این پدیده در کشورهای زیادی در دنیا دیده می‌شود و در کشورهایی که شایع‌تر است، یعنی کشورهای جنوب آسیا، سابقه‌ای بیشتر از پنجاه سال ندارد. در افغانستان، در دوران حکومت طالبان مدرسه‌های دخترانه تعطیل شده و اسیدپاشی بر صورت دختران مدرسه‌ای مرسوم شده بود. در بنگلادش اسیدپاشی معمولاً شکلی از خشونت خانگی است.
در ایران تقریباً در ۹۰درصد موارد اسیدپاشی، قربانی زنان هستند. برخی از خواستگارانی که در روابط عاشقانه شکست می‌خورند با اسیدپاشی بر صورت زن موردنظرشان (به قصد تخریب زیبایی وی) انتقامگیری می‌کنند. برخی از کارشناسان قوانین مربوط به اسیدپاشی را به اندازه کافی بازدارنده نمی‌دانند. از کشورهای بنگلادش، هند، پاکستان، کامبوج، ویتنام، لائوس، هنگ‌کنگ، چین، بریتانیا، آفریقای جنوبی، اوگاندا، جاماییکا و اتیوپی به عنوان کشورهایی نام برده می‌شود که این رفتار تهاجمی بیشتر در آن دیده می‌شود. این پدیده در ایران و افغانستان و عربستان سعودی و عراق هم وجود دارد.

### انگلیس
طبق آمار در بین سال‌های ۲۰۱۱ تا ۲۰۱۲، ۱۰۵ مورد اسید پاشی در انگلستان گزارش شده‌است که از این بین هشتاد درصد قربانیان را زنان تشکیل می‌دادند.
در بین سالهای ۲۰۱۲ تا ۲۰۱۳ هم تعداد قربانیان اسید پاشی در انگلیس ۱۳۰ نفر گزارش شد که بیشتر از نیمی از قربانیان را مردان تشکیل می‌دادند. انگیزه‌های اصلی این اقدامات به درستی مشخص نیست اما در این بین می‌توان از سرقت، خشونت خانگی یا حمله‌های تصادفی نام برد.

### ایران

#### اسیدپاشی‌های زنجیره‌ای اصفهان
اصفهان در پاییز سال ۱۳۹۳ بنابر گفته‌های مسئولان استان و کادر درمانی بیمارستان فیض اصفهان شاهد ۴ مورد اسیدپاشی در بازهٔ زمانی کوتاهی بوده‌است. مسئولان انگیزه این اسیدپاشی‌ها را خصومت شخصی اعلام کرده‌اند این در صورتی است که قربانیان وجود هرگونه خصومت شخصی را رد می‌کنند اما وجه مشترک بیشتر قربانیان نداشتن پوشش چادر، ماشین سواری کردن و حضور در محدودهٔ خیابان مهرداد و دروازه شیراز است. بنا به گفته احمد سالک نماینده مردم اصفهان، در میان قربانیان یک زن محجبه با پوشش چادر نیز بوده‌است.
در همین مورد مسئولان واکنش‌هایی را داشته‌اند:
- معاون سیاسی امنیتی استاندار اصفهان، رسول یاحی: «اقدامات امنیتی که برای مقابله و دستگیری عاملان این جنایت انجام شده‌است قابل رسانه‌ای شدن نیست، اما شهروندان استان اصفهان بدانند که مسئولان استانی همه توان و انرژی خود را برای رسیدن به نتیجه نهایی به کار گرفته‌اند.»[۱۵]
- امام جمعه اصفهان: «یک زن با بدترین وضع هم به خیابان بیاید مجازاتش این نیست.»[۱۶]
- سردار اشتری، جانشین فرمانده نیروی انتظامی: «چهار فقره اسیدپاشی در اصفهان گزارش شده‌است که البته با تلاش پلیس شماری از متهمان دستگیر شده‌اند و تحقیقات ادامه دارد.»[۱۷]
- معاون رئیس‌جمهور در امور زنان و خانواده، شهیندخت مولاوردی: «لازم است تدابیری برای مقابله با خشونت علیه زنان اتخاذ شود و این تدابیر باید در حوزه بازدارندگی قانونی و حمایتی باشد.»[۱۷]
- آیت‌الله کمیل کاوه رئیس انصار حزب‌الله اصفهان: «متأسفانه یا خوشبختانه اصلاً از این موضوع خبر ندارم. یک انسان مسلمان اگر یک ذره دین هم داشته باشد اصلاً فکر این کار به سرش نمی‌زند.»[۱۸]

#### تلاش‌ها و اقدامات شهرداری تهران
بنا به گزارشی در آبان ۱۳۹۳ در سال‌های اخیر شهرداری نه تنها مواد مضر، بلکه مواد مفید شیمیایی را هم از محدوده شهری تهران جمع‌آوری کرده‌است. حتی مواد شیمیایی بی‌خطری مانند کلر که برای ضدعفونی استخر و آب و… استفاده می‌شد را هم از داخل شهر جمع کرده و همه این مواد را به انبارهای اطراف تهران منتقل کرده‌اند. از دوازده سال پیش مذاکره‌ای برای انتقال و ساماندهی مواد شیمیایی به منطقه‌ای خارج از شهر تهران آغازشده بود و این اقدام ربطی به ماجراهای اسیدپاشی ندارد. البته گویا به دلیل مخالفت‌هایی از کسبه و فروشندگان مواد شیمیایی، شهرداری موفق نشده‌است که این مواد شیمیایی را به‌جایی خارج از شهر منتقل کند. البته در همین گزارش ذکرشده در بسیاری از سایت‌های اینترنتی، می‌توان با ارزان‌ترین قیمت سفارش داد و حتی برخی از این سایت‌ها برای جلب مشتری اسید را ارزان‌تر از نرخ بازار می‌فروشند و خرید از این سایت‌های اینترنتی نیازی به پرسش و پاسخ فروشنده از خریدار ندارد یا حتی در برخی از داروخانه‌ها نیز، اسید به مشتری فروخته می‌شود.

## پژوهش‌های مربوط
یکی از معدود پژوهش‌ها در این زمینه، در مدت شش سال، از خرداد ۱۳۸۳ تا مهر ۱۳۸۹، بر روی ۵۹ مورد اسیدپاشی در بیمارستان سوختگی مطهری تهران انجام شده‌است.
بر اساس این پژوهش ۵۱ درصد قربانیان مرد و ۴۹ درصد زن بودند و پنج نفر از آن‌ها زنده نماندند. صورت و نواحی فوقانی تنه بیشتر از هر جای دیگری هدف حمله قرار گرفته بودند و اسیدپاش معمولاً یکی از اعضای نزدیک خانواده یا بستگان بوده‌است.
بیشترین دلیل اسیدپاشی، خواستگاری ناموفق، رابطه خارج از چارچوب ازدواج یا درخواست طلاق بود. عواملی مثل فقر، وضعیت بد اجتماعی و اقتصادی و کلاهبرداری مالی هم از دیگر عوامل شایع بودند.
بیشتر قربانیانی که در این تحقیق بررسی شدند (۷۱ درصد) متأهل بودند. نیمی از زنان هدف حمله شوهر یا بستگان دیگر قرار گرفته بودند و بقیه آن‌ها هدف افراد غریبه.
مردان قربانی نیز در بیشتر موارد هدف حمله افراد غریبه (۳۶٪)، نامعلوم (۳۵٪)، در حین دعوا (۱۷٪) یا قربانی حمله همسرشان (۱۲٪) بودند.
متوسط سن قربانیان ۳۶ سال و متوسط سوختگی ۳۰ درصد بود. اکثر قربانیان مرد مجرد و اکثر قربانیان زن متأهل بودند.
فیلمی مستند در رابطه با زنان اسیدپاشی شده در ایران توسط کارگردان ایرانی کانادایی بانو سونا مقدم با نام معصومه ساخته شده‌است که به زندگی و آسیب‌های قربانیان اسیدپاشی در ایران می‌پردازد.
فیلم سینمایی به نام لانتوری با بازی نوید محمدزاده و به کارگردانی رضا درمیشیان در رابطه با اسید پاشی ساخته شده‌است.

## کمک به قربانی در محل حادثه
در صورت مواجهه با اسیدپاشی ابتدا از ایمنی خود مطمئن شوید و بعد به کمک قربانی بروید.
بلافاصله از دیگران و از اورژانس کمک بخواهید.
ریختن مداوم آب (ولرم) بر روی نواحی سوخته مهم‌ترین راه کمک است. این کار حداقل نیم ساعت ادامه دهید.
دقت کنید که ریختن آب بر روی صورت طوری نباشد که تنفس را مختل کند.
اگر مطمئن هستید که با اسید تماس پیدا نمی‌کنید سعی کنید لباس، جواهر و ساعت قربانی را در حالی که به آب ریختن ادامه می‌دهید خارج کنید.
لباس را بعد از خیس کردن در بیاورید و اگر لباس به بدن چسبیده از این کار منصرف شوید.
از استفاده از یخ، روغن، انواع کرم یا مواد دیگر پرهیز کنید.
از پتو و حوله و دیگر پوشش‌های پرزدار استفاده نکنید. مناسب‌ترین پوشش گاز استریل است.
به نواحی آسیب دیده دست نزنید و آن را دستکاری نکنید.

## آسیب‌های روحی و بدنی فرد قربانی
اسیدپاشی آسیب شدیدی به قربانی وارد می‌کند که معمولاً ماندگار است و علاوه بر آسیب‌های جسمی ماندگار از جمله نابینایی، می‌تواند آسیب‌های روانی جدی مثل افسردگی، اختلال تنش‌زای پس از رویداد (PTSD)، اضطراب، حملات اضطرابی، اختلالات خوردن و حتی اعتیاد و خودکشی را به همراه داشته باشد. اسید به علت خاصیت خورندگی و گرمایی که ایجاد می‌کند به بافت‌ها آسیب می‌زند. معمولاً صورت قربانی هدف اسیدپاشی قرار می‌گیرد. غالباً خطر مشکلات تنفسی، عفونت خون (سپتی‌سمی)، نارسایی کلیه و نهایتاً مرگ قربانیان اسیدپاشی را تهدید می‌کند. اسید باعث مرگ بافت (نکروز) و سوختگی آن می‌شود، بعد از از بین بردن پوست، چربی زیر پوست را حل کرده و به عضلات و حتی استخوان نفوذ می‌کند. در حمله به صورت، معمولاً پلک و مژه و لبها کاملاً از بین می‌روند و بینی و گوش هم ممکن است کاملاً تخریب شود. شدت ضایعه به نوع و غلظت اسید، مدت زمانی که پس از حمله، شستشو و رقیق شدن اسید انجام می‌شود، و سرعت انتقال قربانی به مرکز تخصصی بستگی دارد.فیلم مستند معصومه ساخته سونا مقدم کارگردان ایرانی دربارهٔ قربانیان اسیدپاشی و بویژه زنی بنام معصومه است.

## قربانیان
- مهناز کاظمی به دلیل دادن دادخواست طلاق، توسط شوهرش مورد حمله اسیدپاشی قرار گرفت. او ۲۱ بار صورتش را عمل جراحی کرده و پزشکان برای ساختن بینی یک ماه دست چپ وی را به صورتش وصل کرده بودند. محمد مصطفایی وکیل دادگستری وکالت وی را به صورت رایگان به عهده گرفت و توانست پس از سه ماه از زمان وقوع جرم مقدمات دستگیری همسر فراری مرتکب جرم را فراهم کند. مهناز اکنون به صورت ناشناس با دو دختر خردسالش در محلی مخفی زندگی می‌کند.[۲۲]
- آمنه بهرامی یک مهندس الکترونیک است که بعد حادثه اسیدپاشی، با وجود ۱۷ بار عمل جراحی، بینایی و پوست صورتش را از دست داد. خواستگار او به دلیل شنیدن «جواب نه» به صورت آمنه اسید پاشید.[۲۳][۲۴]
- سارا، دختری ۲۶ ساله بود که مردی موتورسوار در خیابان راه را بر او بست و بر صورتش اسید پاشید. سارا به بیمارستان منتقل شد اما درگذشت. انگیزه اسیدپاشی و هویت موتورسوار فاش نشد.[۶]
- گلشیفته فراهانی، بازیگر ایرانی در سال ۱۳۷۹ و در سال‌های ریاست جمهوری محمد خاتمی، در حالی که در ۱۶ سالگی در یکی از خیابان‌های تهران قدم می‌زده‌است مورد حمله فردی بنیادگرا قرار می‌گیرد که به پشت وی اسید می‌پاشد.[۲۵]
- داریوش اقبالی، خوانندهٔ ایرانی از قربانیان اسیدپاشی بوده‌است.
- سید داوود روشنایی، در سال ۸۴ به دست یک مرد ناشناس و به دلایل نامعلومی قربانی اسید پاشی شد. او در این حادثه چشم چپ خود را از دست داد و گردن، قسمت‌هایی از قفسه‌سینه، دست و پایش نیز در این حادثه دچار صدماتی شد این درحالی است که چشم راستش نیز دارای بینایی ۲۰ درصدی است.[۲۶]
- بامداد اواخر اردیبهشت ماه سال ۱۳۹۰ مردم روستای «برات‌آباد» شهرستان بم با صدای فریادهای «کمک» زنی جوان به نام سمیه روبرو شدند که بلند فریاد می‌زد: «سوختم» و از مردم درخواست آب می‌کرد. هرچند همسایه‌ها در لحظات اولیه تصور می‌کردند که این زن ۲۴ ساله دچار برق‌گرفتگی شده‌است، اما هنگامی که صورت تخریب شده او و دختر دو و نیم ساله‌اش رعنا را دیدند متوجه شدند که این زن قربانی اسیدپاشی شوهر معتادش شده‌است.[۲۷]

در ایران کارشناسان معتقدند که بسیاری از موارد اسیدپاشی مشخص نمی‌شود، مواردی که در مناطق دورافتاده اتفاق می‌افتد، مواردی که شدت و وسعت جراحت کم است و مواردی که به دلایل مختلف به‌درستی گزارش نمی‌شوند.

## اسیدپاشی در ادبیات
در رمان دل کور (۱۳۵۱) نوشتهٔ اسماعیل فصیح، «قدیر» (کامران) فرزند نامشروع «مختار» شخصیت منفی رمان، به صورت «فرشته» که به پیشنهاد او پاسخ منفی داده‌است اسید می‌پاشد.